# Ламагин, Александр Алексеевич
Александр Алексеевич Ламагин (1878—1934) — русский архитектор, инженер (специалист по строительной механике, отоплению, вентиляции), педагог. Заведующий строительным отделом Комиссии по сооружению построек городского трамвая (вторая очередь).
В 1902 году окончил Институт гражданских инженеров императора Николая I и остался преподавать в нём. Преподавал также в Академии Художеств (с 1908 года), на Первых политехнических курсах (1910-е).

## Проекты
- Лесной проспект, д.№ 28 — здание Выборгской трансформаторной подстанции городского трамвая. 1913.
- Кременчугская улица, д.№ 6 — здание Староконной трансформаторной подстанции городского трамвая. 1913.
- Средний проспект, 77 — административное здание Василеостровского трамвайного парка (1913—1915)
- Московский проспект, 81 — (?) здание, построено между 1913 и 1915 годом
- Московский проспект, 83 — (?) здание, построено между 1913 и 1915 годом
- Барочная улица, 12 — административное здание будущего трамвайного парка имени Скороходова. Построено между 1913 и 1915 годом[1]. Трамвайный парк ликвидирован в 2003 году, в 2006 году на месте 11 зданий был построен новый дом, административное здание приспособлено под офис.
- Сердобольская улица, 2г — депо или административное здание (?) будущего Ланского трамвайного парка (имени Калинина). Построено между 1913 и 1915 годом[1].